# جون بي. رايس
جون بي. رايس (بالإنجليزية: John B. Rice)‏ هو سياسي أمريكي، ولد في 23 يونيو 1832 في فريمونت في الولايات المتحدة، وتوفي بنفس المكان في 14 يناير 1893 بسبب التهاب الكلى. حزبياً، نشط في الحزب الجمهوري. وقد انتخب عضو مجلس النواب الأمريكي.